# Sergio Blanco Rivas
Sergio Blanco Rivas (Bilbao, 17 de noviembre de 1948-Madrid, 15 de febrero de 2015) fue un cantante y escultor español, conocido por haber sido miembro del grupo Mocedades, Sergio y Estíbaliz y El Consorcio.
En su faceta escultórica es autor de numerosas obras figurativas en bronce de temática histórica, destacando obras monumentales como la gran escultura sedente del Papa Luna en Peñíscola, la ecuestre de Juan II de Castilla en Ciudad Real o la del Duque de Ahumada en Madrid.

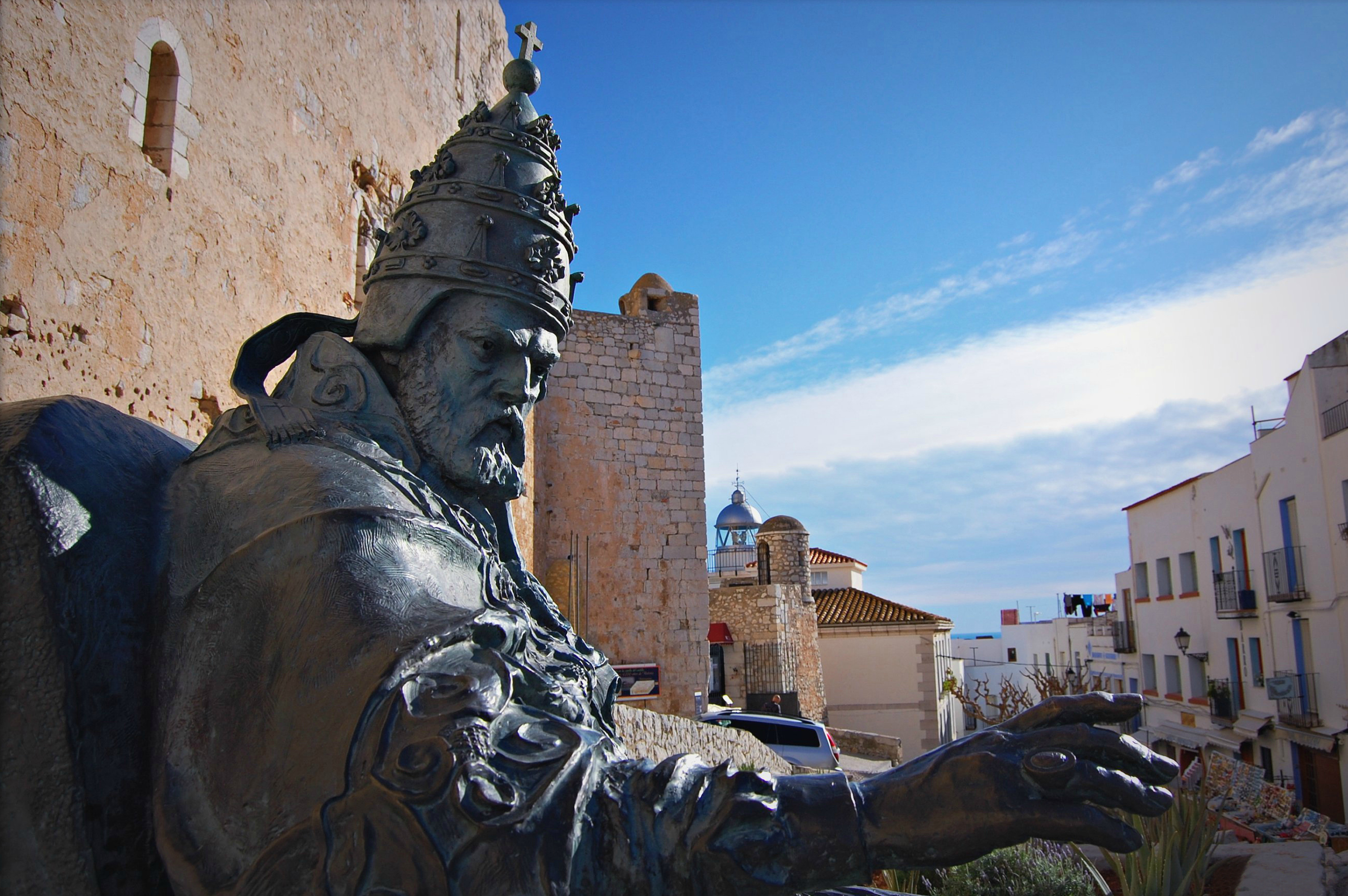
Estatua de Benedicto XIII (el antipapa) en el castillo de Peñíscola.
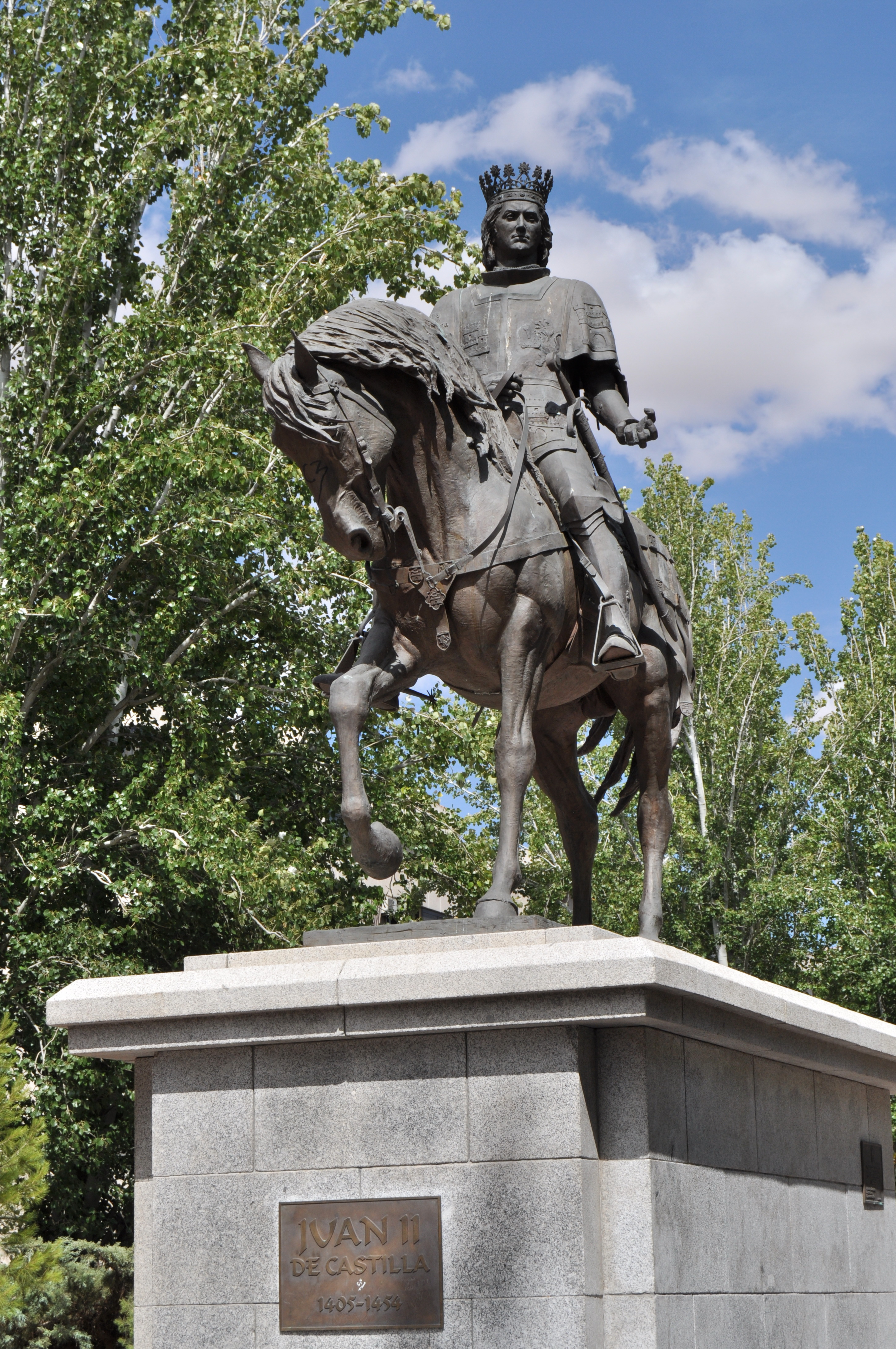
Estatua ecuestre de Juan II de Castilla, en Ciudad Real.
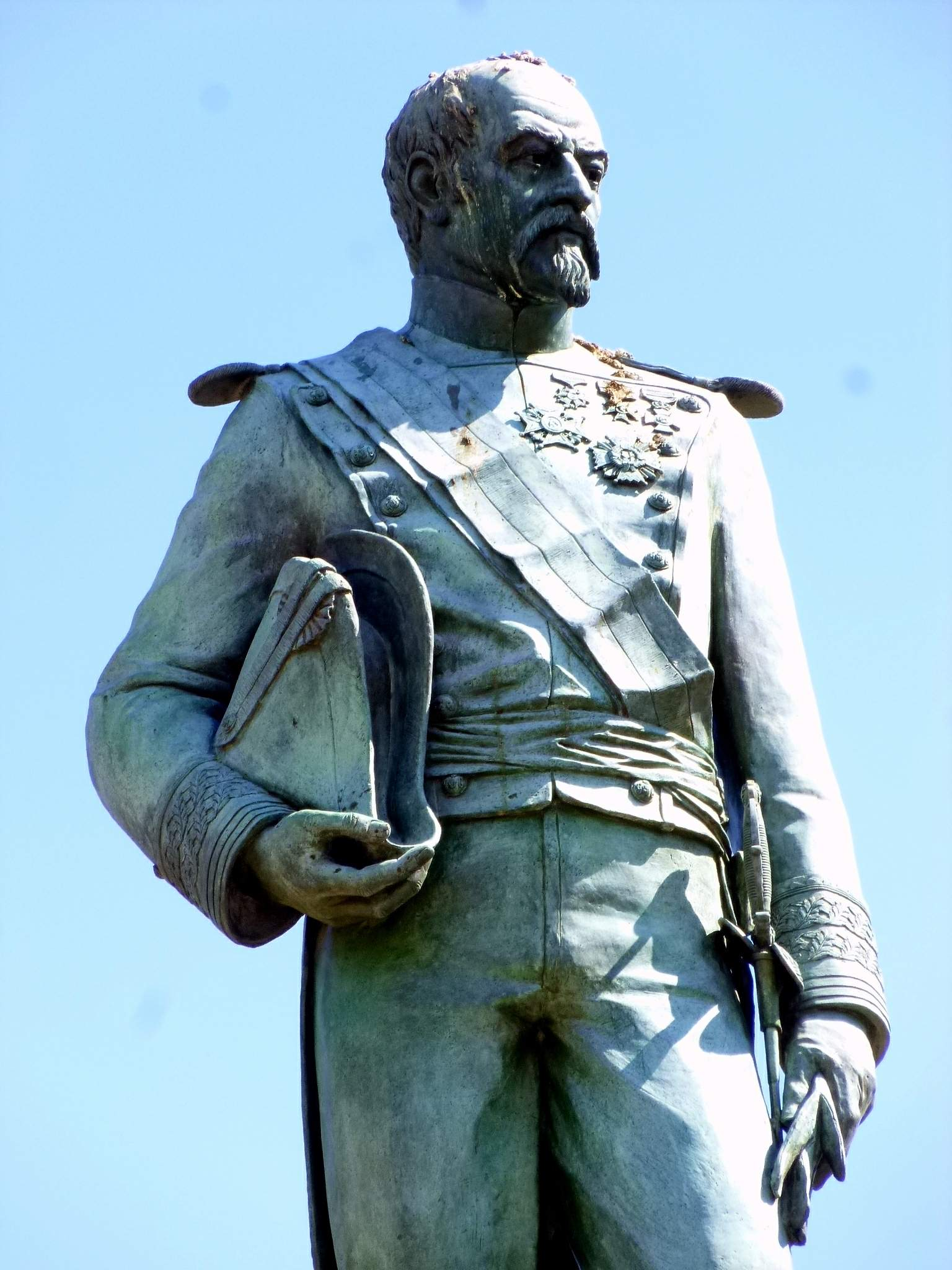
Estatua de Francisco Javier Girón, duque de Ahumada, en Valdemoro (Madrid).